# Selvmord (gruppe)
 For alternative betydninger, se Selvmord (flertydig). (Se også artikler, som begynder med Selvmord)
Selvmord var en dansk rapgruppe bestående af Liam O'Connor (L.O.C.), Jonas Vestergaard (producer og komponist) og Suspekt, som består af medlemmerne Rune Rask, Emil Simonsen (Orgi-E) og Andreas Bai Duelund (Bai-D). Gruppens hidtidigt største hit er sangen Råbe under Vand, som omhandler et fejlende forhold.
Gruppen blev præsenteret den 26. september 2009. Deres første album med titlen Selvmord blev udgivet den 16. november 2009, men blev også solgt til releasekoncerterne holdt den 12. november i Imperial biograf.
Selvmord beskrev sig selv i et interview i Urban bragt den 12. november 2009 som mere seriøse end det de tidligere har lavet hver for sig. Det vises også i teksterne, hvor der bandes langt mindre end der blev gjort i tidligere Suspekt- og L.O.C-sange. De mener, at Selvmords sange kan bruges som en uddybning af sange som "Sut den op fra slap" og "Undskyld". Målet med Selvmord har også været at lave et mere akustisk album end førhen, hvorfor der også bliver spillet på akustisk guitar, og var et gammelt klaver med til releasekoncert i Imperial i København.
Gruppen gik i opløsning i 2011, da L.O.C. begyndte arbejdet på sangen "Fuldt Hus" sammen med USO og Arpe.

## Diskografi

### Album
- Selvmord – 2009

### Singler
- "Råbe under Vand" – 2009
- "Ok" – 2010